# Vivid Colors
「Vivid Colors」是 L'Arc〜en〜Ciel的第2張單曲。1995年7月6日發行。

## 簡介
歌名「Vivid Colors」中「Vivid」的由來是hyde在想歌名的時候，看到歌迷送的杯子上有這個英文字。

## 收錄曲
1. Vivid Colors
獨立時期的暫定歌名為「New Song」，曾在演唱會中演奏。3rd原創專輯『heavenly』收錄專輯版本。 MV有2種版本，都收錄在MV集『CHRONICLE 0 -ZERO-』。「15th L'Anniversary Live」投票結果位居第15名。
2. Brilliant Years

## 收錄專輯
原創專輯
- 『heavenly』 (專輯版本)

精選輯
- 『The Best of L'Arc〜en〜Ciel 1994-1998』
- 『The Best of L'Arc〜en〜Ciel c/w』
- 『TWENITY 1991-1996』